# Slaget vid Bomarsund
Inte att förväxla med Slaget på Åsundens is vid Bogesund, Västergötland.
Slaget vid Bomarsund var ett slag under Krimkriget som utkämpades mellan ryska och brittiska/franska styrkor på Åland mellan den 21 juni och den 16 augusti 1854. Britterna och fransmännen vann detta slag.

## Fästningen Bomarsund
Bomarsunds fästning, som ligger på Åland var en viktig utpost för ryssarna under Krimkriget. År 1809 rekommenderade en fortifikationsexpert att en permanent befäst garnison omedelbart skulle byggas vid Bomarsund. Denna befästning skulle inhysa en försvarsstyrka som kunde slå tillbaka hot västerifrån. Befästningen byggdes på öns östra del och fungerade även som ett brohuvud till fastlandet. Byggandet av fästningen började 1832 och kom att innefatta en ny hamn där stora krigsfartyg kunde ta i land. Därtill hörde flera förbundna torn ihop med fästningen, av vilka endast tre byggdes, inklusive omkring femtio kanonbatterier med fyra kanoner var. Vid krigets utbrott 1854 var dock fästningen inte fullbordad.

## Första anfallet
Som den symbol för rysk expansionism den utgjorde, blev fästningen ett av den allierade flottans huvudmål. Det första bombardemanget var dock inte planlagt. Kapten Hall ombord HMS Hecla hade blivit beordrad att gå upp i Bottniska viken för att vidarebefordra huvudkommendörens order till amiral Plumridge att segla till Barösund för att proviantera. Eftersom amiralen var borta skulle Hall ta ledningen över sin skvadron med ordern att blockera Bottniska viken.
Det verkar dock som Hall utnyttjade sitt nyvunna ledarskap till att utföra ett anfall mot Bomarsund den 21 juni, där HMS Hecla ledde anfallet. Hall sade efteråt att anmärkningsvärd skada hade tillfogats fästningen av den överlägsna eldkraften hos de engelska fartygen, som tillät dem att ankra bortom fästningskanonernas räckvidd, medan britterna ännu effektivt kunde beskjuta fästningen. Denna uppgift har dock dementerats av den ryske historikern generalmajor Borodkin som säger att fästningen led mycket liten skada och väldigt få offer krävdes.
Under slaget befann sig sjömannen Charles David Lucas på HMS Helcas däck när en armerad kanonkula landade på däcket. Alle man beordrades slänga sig platt mot däcket men Lucas sprang fram, plockade upp kanonkulan och kastade den överbord där den exploderade utan att tillfoga någon skada. Hans mod ledde till att han tilldelades det allra första Viktoriakorset år 1857.

## Andra anfallet
Den 24 juli deklarerade viceamiral Sir Charles Napier att Bomarsund skulle utsättas för ytterligare ett anfall. Ett stort antal spaningsturer utfördes för att kartlägga slagskeppens farleder och den 3 augusti såg kommendören för Bomarsund, general Bodisco, att han omringats av en enorm flotta av brittiska och franska krigsskepp, som medförde tusentals man. Han var utklassad i fråga om vapen och hans fästning var ofullbordad. En allierad seger var bara en tidsfråga.
Landstigningen påbörjades omkring klockan tre på natten den 8 augusti. Redogörelserna för denna landstigning varierar och stämmer inte överens. Det verkar som om många brittiska kaptener blev ursinniga över att Napier höll tillbaka huvuddelen av den brittiska flottan medan huvudsakligen mindre skepp och franska trupper anföll fortet. Det ansågs att Napier inte kunde se fördelarna som erbjöds av ångmaskinens teknologiska framsteg.
Ytterligare två Viktoriakors utdelades i anledning av anfallen mot Bomarsund, ett till löjtnant John Bythesea och ett till William Johnstone, Stoker. De båda landsteg från HSM Arrogant i uppdrag att stoppa postgången från Bomarsund via Wårdö till fastlandet. De låg i bakhåll i tre dagar tills fem ryssar anlände den 12 augusti med postsäckarna. Johnstone överföll männen på Bytheseas signal och försökte kasta ett rep runt gruppen medan Bythesea skyddade honom med enbart en pistol. Två av männen kastade sina postsäckar och flydde medan de tre övriga till slut gav upp. Bythesea beordrade sedan männen tillbaka till sin egen båt och tvingade dem sedan att ro den tillbaka till HMS Arrogant med postsäckarna.

## Ryssarna kapitulerar
Ryssarna kapitulerade på eftermiddagen den 16 augusti 1854. Försvararnas förluster uppgick till 53 man och de resterande togs tillfånga och skeppades omedelbart till fängelser i England och Frankrike. Bland de tillfångatagna fanns 340 finländska grenadjärer som fängslades i byn Lewes i Storbritannien. De fick senare återvända till Finland där sången "Oolannin sota" skrevs om deras upplevelser. I Lewes restes 1877 ett minnesmärke för att hedra 28 finska soldater som dog under fångenskapen i Lewes. Soldaternas namn var: Abraham Lindfors, Erik Kivi, Matts Mort, Adolf Granat, Matts Lilja, Carl Boll, John Kive; Johan Rof, David Kihl, Carl Udd, Matts Hellman, Carl Wecktars, Michel Grönroos, Victor Wass; Johan Mail, Gustaf Husar, Johan Hellen, Gustaf Kyro, Victor Walander, Joel Inlo, Matts Lindström; Carl Grod Sergeant, Michel Sett, Micha Mild, Johan Oinström, Matts Asp, Carl Lind, Joseph Storm. Britterna led färre förluster. Bland dessa förluster fanns löjtnanten Cameron Wrottesley, vars grav finns på ön Fjälskär, liksom gravarna över kapten George Privett, sjömannen Thomas Barber. Sjökadetten Alfred M. Fairlie dödades även vid Bomarsund och hans kropp är begravd på ön Herrön där även andra gravar tros ligga. Ytterligare en man, marinsoldaten Henry Collins, tros vara begravd på Åland, men hans grav har inte återfunnits.

## Fästningen sprängs
Efter erövringen erbjöds fästningen till Sverige som dock tackade nej för att inte reta upp ryssarna. Man beslöt då att spränga fästningen, vilket gjordes på morgonen den 2 september 1854. Femton dagar efter kriget ledde den ihärdiga publiciteten över händelsen till att en ny kolgruva i nordöstra England döptes till Bomarsund. Gruvan är belägen nära den lilla staden Bedlington i Northumberland och den engelska byn som växte upp där bär ännu idag namnet Bomarsund.

## Sången "Det Åländska kriget" ("Oolannin sota")
Ja det kriget var ljuveligt på Ålands strand,
Hurra, hurra, hurra!
När med trehundra skepp till vårt fädernes land,
Kom den engelska flottan med mord och med brand.
Sjung farallalala, sjung farallalala,
Hurra, hurra, hurra!
Nog var det väl vackert att se uppå,
Hurra, hurra, hurra!
När trehundra skepp klövo böljan den blå,
Och ankra vid fästningen strax därpå.
Sjung farallalala, sjung farallalala,
Hurra, hurra, hurra!
Ty fienden hade den meningen,
Hurra, hurra, hurra!
Att skjuta till grus hela fästningen,
Och taga till fånga besättningen.
Sjung farallalala, sjung farallalala,
Hurra, hurra, hurra!
Men de våra de gåvo dem välkomstsalut,
Hurra, hurra, hurra!
Så himlen blev höljd uti moln av krut,
Och jorden den skalv i varenda minut.
Sjung farallalala, sjung farallalala,
Hurra, hurra, hurra!